# La Foye-Monjault
La Foye-Monjault ist eine französische Gemeinde mit 839 Einwohnern (Stand 1. Januar 2022) im Département Deux-Sèvres in der Region Nouvelle-Aquitaine (vor 2016 Poitou-Charentes). Sie gehört zum Arrondissement Niort und zum Kanton Mignon-et-Boutonne.

## Geographie
La Foye-Monjault liegt etwa 15 Kilometer südsüdwestlich von Niort. Umgeben wird La Foye-Monjault von den Nachbargemeinden Vallans im Norden, Granzay-Gript im Norden und Nordosten, Beauvoir-sur-Niort im Osten, Plaine-d’Argenson im Südosten und Süden, Val-du-Mignon und Usseau im Süden und Südwesten sowie La Rochénard im Westen.
Am südöstlichen Rand der Gemeinde führt die Autoroute A10 entlang.

## Bevölkerungsentwicklung
| Jahr                       | 1962 | 1968 | 1975 | 1982 | 1990 | 1999 | 2006 | 2013 | 2019 |
| Einwohner                  | 746  | 748  | 665  | 656  | 716  | 682  | 743  | 789  | 850  |
| Quellen: Cassini und INSEE |      |      |      |      |      |      |      |      |      |

## Sehenswürdigkeiten
- Kirche Saint-Simon-et-Saint-Jude

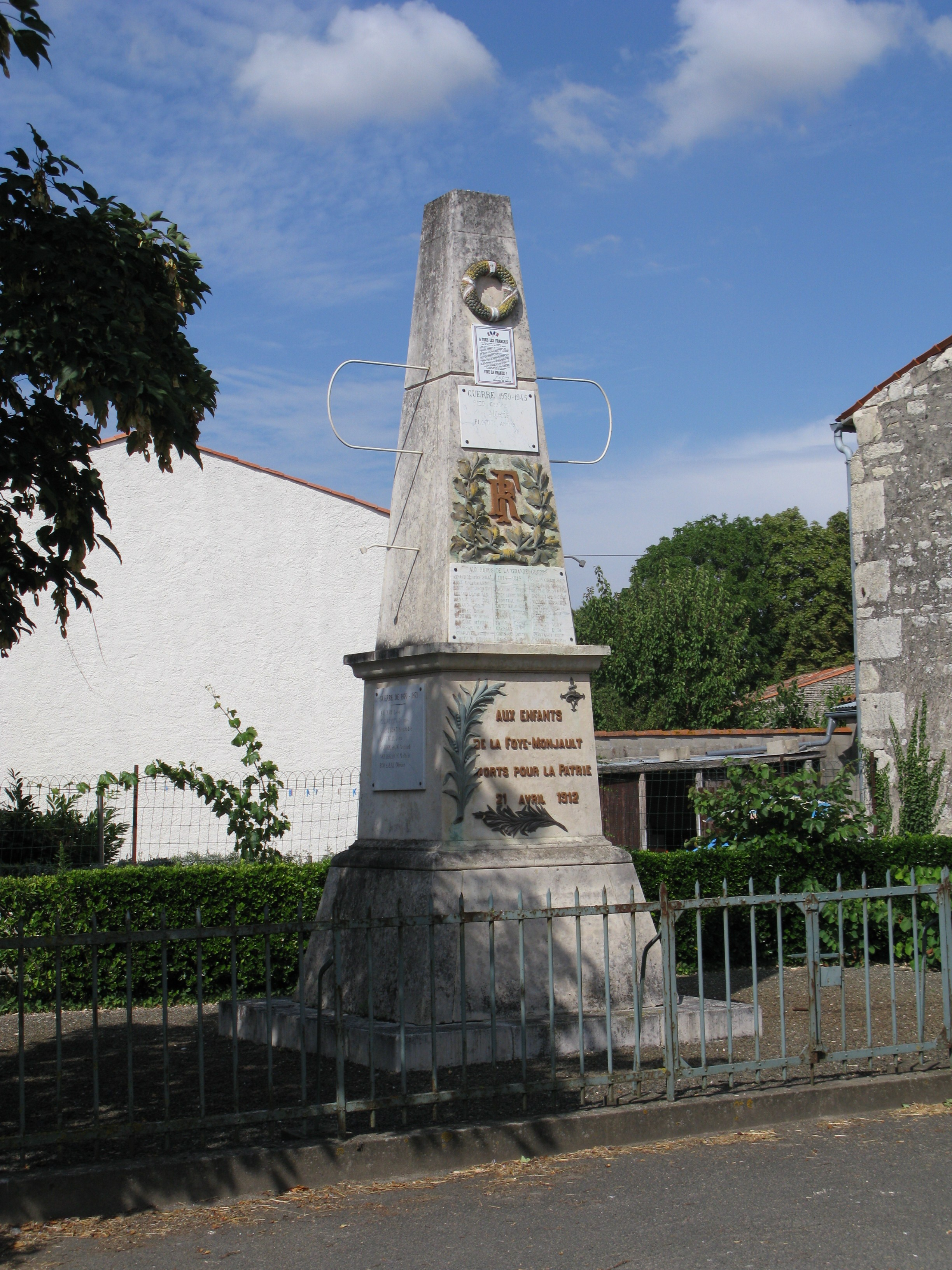
Gefallenendenkmal